# Gărgărița mazării
Gărgărița mazării (Bruchus pisorum) este o specie de insecte dăunătoare din familia Crisomelide. De asemenea, gărgăriță este un nume generic folosit și pentru alte insecte coleoptere dăunătoare: gărgărița fructelor (Rhynchites bacchus), gărgărița porumbului (Tanymecus dilaticollis), gărgărița fasolei (Acanthoscelides obsoletus) etc.

## Descriere

### Gărgărița (demazăre)
Specia Bruchus pisorum este răspândită în toate continentele și prezentă în toată Europa și în America de Nord. Adultul are corpul oval alungit, de culoare neagră, acoperit cu pubescentă deasă, cenușiu-roșcat și de 4-5 mm lungime. Oul este oval, de culoare alb-gălbui, lung de 1.5 mm și lat de 0.6 mm. Larva neonată este oligopodă, de 1.5-1.6 mm lungime, cu picioare subțiri, capul este castaniu, iar corpul de culoare galben-roșcat. Larva de ultima vârstă este apoda, de 5-6 mm lungime, de culoare alb-gălbui. Pupa este de tip liberă, de culoare gălbui, de 4-5 mm lungime. Dezvoltă o generație pe an și iernează ca adult în magazii, în boabe infestate, crăpăturile pereților și dușumelelor. Specia este considerata monofogă, larvele rod în interiorul boabelor loje ovoidale consumând până la 40-50% din masa acestora. Adulții se hrănesc cu polenul florilor. 

## Galerie

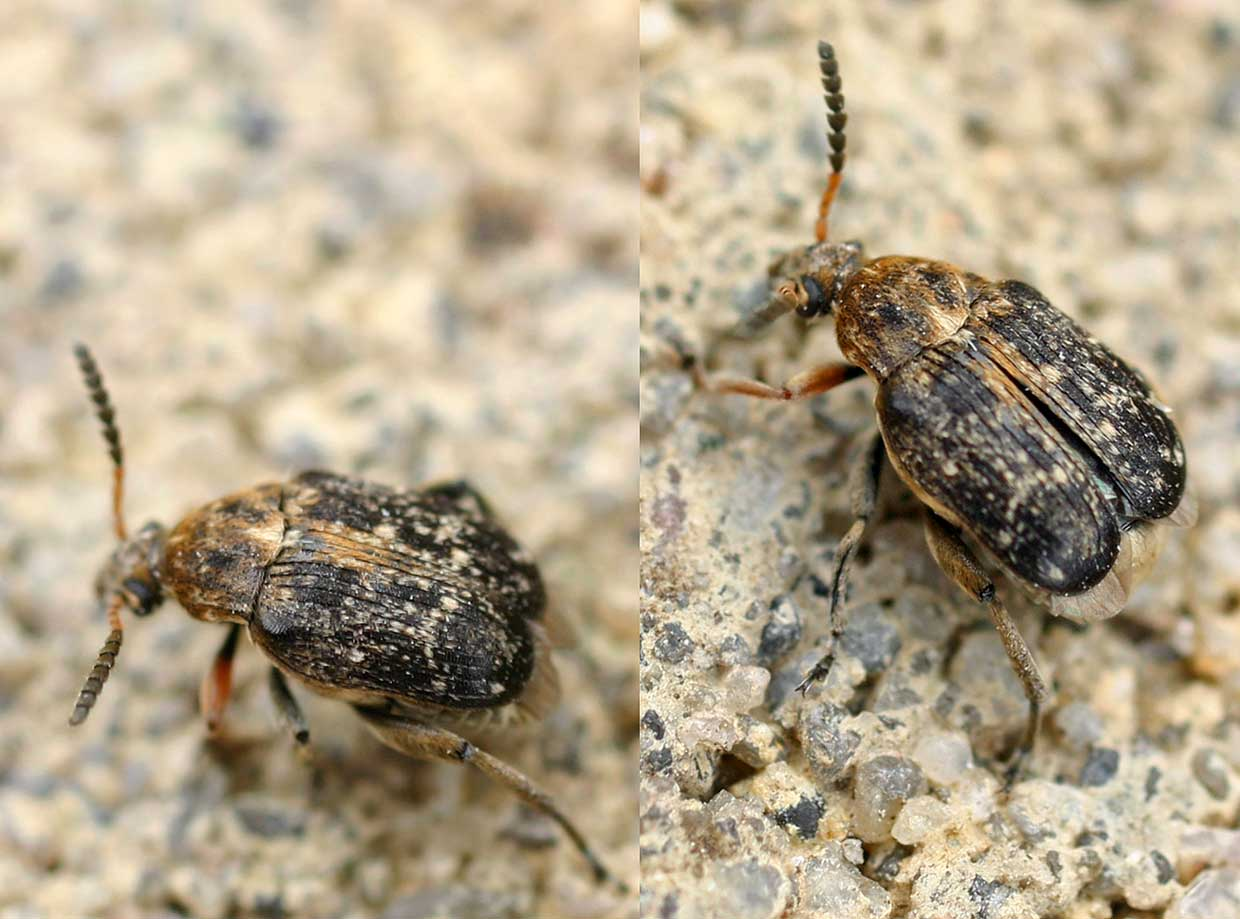
Gărgărița (de mazăre)